# Dotek Medúzy (film)
Dotek Medúzy je britsko-francouzský barevný film z roku 1978. Scénář filmu napsal John Briley podle knihy Dotek Medúzy spisovatele Petera Van Greenwaye. Filmovou adaptaci režíroval Jack Gold.

## Děj
Francouzský detektiv Brunel je v Londýně. Brunel je přidělen k vyšetřování vraždy britského spisovatele Johna Morlara. Během ohledání místa činu zjistí, že oběť je stále naživu i přes vážná zranění a dostanou ho do nemocnice. V pracovně spisovatele visí obraz bájné Medúzy.
S pomocí Morlarova deníku a doktorky Zonfeldové, psychiatričky, kterou spisovatel navštěvoval, Brunel zrekonstruuje Morlarovu minulost, které je plná nevysvětlitelných katastrof, včetně tragické smrti lidí, které neměl rád nebo ho urazili.
Morlar je psychik s mocnými telekinetickými schopnostmi. Zhnusený světem (ve své knize Nightmare Movies Kim Newman popíše Morlarův dialog jako „neuvěřitelně misantropický.“)
Morlar způsobil dvě současná neštěstí: leteckou nehodu a ztrátu kosmické lodi s posádkou. Z postele v nemocnici svými schopnostmi způsobí pád katedrály na „hanebné hlavy“ VIP kongregace vzdávající díky za uchování stavby a udrží se sám naživu jenom mocí své vůle. Brunel se pokusí Morlara zabít odpojením lékařských přístrojů, ale selže. Morlar napíše na papír svůj další cíl - jadernou elektrárnu ve Windscale.

## Obsazení
| Richard Burton           | John Morlar              |
| Lino Ventura             | Brunel                   |
| Lee Remicková            | doktorka Zonfeldová      |
| Harry Andrews            | Assistant Commissioner   |
| Alan Badel               | Barrister                |
| Marie-Christine Barrault | Patricia                 |
| Jeremy Brett             | Edward Parrish           |
| Michael Hordern          | Atropos - Fortune Teller |
| Gordon Jackson           | Doctor Johnson           |
| Michael Byrne            | Duff                     |
| Derek Jacobi             | Townley - Publisher      |
| Robert Lang              | Pennington               |
| Avril Elgar              | Mrs. Pennington          |
| John Normington          | Schoolmaster             |
| Robert Flemyng           | Judge McKinley           |
| Philip Stone             | Dean                     |
| Malcolm Tierney          | Deacon                   |
| Norman Bird              | Father                   |
| Jennifer Jayne           | Mother                   |
| James Hazeldine          | Lovelass                 |

## Kritika
Jack Gold film pojal psychologicky, ale nepříliš zdařile. Nepodařilo se mu vytvořit dostatečné napětí, gradaci děje a děj občas postrádá souvislost.

## Film a kniha
Film (dlouhý 108 minut) je inspirován Van Greenawayovou knihou, liší se však v několika detailech:
- V knize detektiv není Francouz, ale Angličan inspektor Cherry, který se objevuje v dalších knihách.
- V knize je Zonfeld muž, který přežil holokaust a jeho zážitky v koncentračním táboře přispějí k jeho sebevraždě.
- Na konci knihy Morlarova ruka napíše Holy Loch, americkou základnu jaderných ponorek místo Windscale